# 橋本萌花
橋本 萌花（はしもと もか、1998年〈平成10年〉7月28日 - ）は、日本のグラビアアイドル、モデル、タレント、YouTuber。兵庫県出身。ワイケーエージェント所属。

## 経歴
15歳の時にタレントを目指し上京。
18歳の時から芸能事務所に声を掛けてもらっていたが断っていた。21歳の時に「ラストチャンスと思って頑張ってみませんか?」と説得され芸能界入り。
2020年に「SWELL」専属モデルオーディション優勝。
2021年12月、デジタル写真集を対象とした集英社『グラジャパ!アワード2021』で最優秀新人賞を受賞。
2024年6月、ABEMAとアソビシステムが主催するオーディション番組「Dark Idol」に参加し、合格した。

## 人物
特技：歌・ダンス。
好きな食べ物：焼肉、鶏肉、パンケーキ。
日本と韓国のハーフ。父は全国チェーンラーメン店の創業者。社長令嬢ながら、実家の援助は受けず、ウーバーイーツの配達員としてアルバイトをしながら生活をしている。美人すぎる配達員として話題に。
173cmのスレンダーボディにふくよかなバスト、透明感のあるルックスから注目を集める。
グラビア活動を開始し、カメラマンに撮影してもらう機会が増えたことで、インスタ映えするようなカチッとした写真よりも、偶然撮れたようなナチュラルな写真のほうが好きになっていったとのこと。自身で上げるSNS写真も加工をしなくなり、生活や考え方も「ちゃんとしなきゃ」より「もう少し自由にしてもいい」と自然体をベースにするよう変化していったという。

## 出演

### テレビ

#### バラエティ番組
- 有田プレビュールーム（2020年9月7日、TBSテレビ）
- 馬好王国～UmazuKingdom～（2021年3月14日、フジテレビ）

#### WEBテレビ
- 水溜りボンドの青春動画荘（2021年4月16日 - ABEMA SPECIALチャンネル）[9]

#### ドラマ
- 雪女と蟹を食う（2022年7月9日 - 、テレビ東京）- 涼香 役
- トリリオンゲーム 第2話（2023年7月21日、TBS） - ラウンジ嬢 役

### イベント
- 第34回 マイナビ 東京ガールズコレクション 2022 SPRING／SUMMER[10]
- サツコレ SAPPORO COLLECTION 2022 SPRING／SUMMER[11]

### パチスロ
- ラブ嬢3〜Wご指名はいかがですか？〜（2023年12月、アムテックス）[12]

## 書籍

### 電子写真集
- 社長令嬢はウーバーイーツ＜週プレ PHOTO BOOK＞（2020年12月18日、集英社）[13]
- 全部だよ＜YJ PHOTO BOOK＞（2021年2月10日、集英社）[14]
- 社長令嬢はひたむき＜週プレ PHOTO BOOK＞（2021年3月29日、集英社）[15]
- スキかも。（2021年5月29日、白泉社）[16]
- スキすぎて好きって言えない。（2021年5月29日、白泉社）[17]
- 好きをお届け（2021年6月3日、集英社）[18]
- 圧倒的カノジョ（2021年6月11日、扶桑社）[19]
- 誘惑フェロモン（2022年2月10日、東京ニュース通信社）[20]
- 私の愛に噛みついて（2022年3月18日、小学館）[21]
- 24H（2022年5月24日、週刊プレイボーイ）[22]
- 社長令嬢のフェロモンキャンプ（2022年6月21日、週刊プレイボーイ）[23]
- 真夏のガールフレンド　【エモカワ DIGITAL PHOTOBOOK 001】（2022年7月22日、主婦の友社）[24]
- 好き、ガマン、ハッスル（2022年9月3日、週刊プレイボーイ）[25]
- upper for me（2021年9月25日、白夜書房）[26]
- 日本一セクシーな社長令嬢vol.1（2021年9月25日、講談社）[27]
- 日本一セクシーな社長令嬢vol.2（2021年9月25日、講談社）[28]
- 花萌ゆる頃（2021年10月1日、双葉社）[29]
- スキすぎて好きって言えない。（2021年10月29日、双葉社）[17]
- 暖めてあげる。（2022年2月3日、集英社）[30]
- WPB 橋本萌花デジタル写真集～特装合本版～ 週プレ PHOTO BOOK（2022年2月4日、週刊プレイボーイ）[31]
- 24H（2022年5月24日、週刊プレイボーイ）[22]
- 真夏のガールフレンド　【エモカワ DIGITAL PHOTOBOOK 001】（2022年7月24日、主婦の友社）[24]
- オトナのこころオトナのからだ（2022年10月24日、週刊プレイボーイ）[32]
- YJ 橋本萌花デジタル写真集～特装合本版～ YJ PHOTO BOOK（2023年1月26日、集英社）[33]
- glamorous（2023年2月9日、集英社）[34]
- おしてください（2023年2月17日、扶桑社）[35]
- MOCA VACANCE スピ/サン グラビアフォトブック（2023年6月5日、小学館）[36]
- 橋本ともかさん SideA：チャラそうにみえて…な橋本（2023年7月13日、撮影：藤本和典）